# Palco (Kansas)
Palco é uma cidade localizada no estado americano de Kansas, no Condado de Rooks.

## Demografia
Segundo o censo americano de 2000, a sua população era de 248 habitantes.
Em 2006, foi estimada uma população de 225, um decréscimo de 23 (-9.3%).

## Geografia
De acordo com o United States Census Bureau tem uma área de
0,7 km², dos quais 0,7 km² cobertos por terra e 0,0 km² cobertos por água. Palco localiza-se a aproximadamente 694 m acima do nível do mar.

## Localidades na vizinhança
O diagrama seguinte representa as localidades num raio de 28 km ao redor de Palco.